# Scudo per armi da fuoco

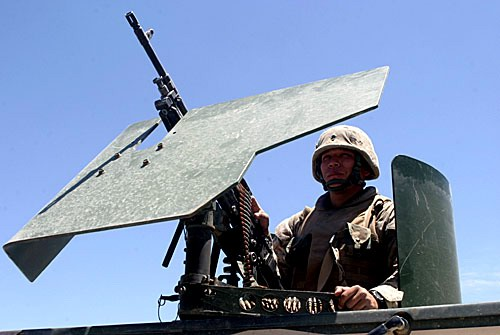
Un A U.S. Marine opera un M240 dotato di scudo

Uno scudo per armi da fuoco è un pezzo di corazzatura ideato per essere montato su di un'arma da fuoco, generalmente pesante, come una mitragliatrice o un pezzo d'artiglieria, ma anche per armi più leggere, quali fucili d'assalto o, nell'ambito delle forze dell'ordine, una pistola semiautomatica o rivoltella, quest'ultima particolarmente adatta a tale impiego, in quanto non dotata di carrello che possa colpire lo scudo durante lo sparo.

## Uso militare
Alcune mitragliatrici (generalmente quelle montate su veicoli, in posizioni fisse o su supporti pesanti) e pezzi d'artiglieria sono dotati di protezioni, generalmente piastre metalliche, per proteggerli dal fuoco nemico, specie contro il tiro di cecchini nemici o contro l'effetto di bombe a frammentazione. Spesso, quando gli scudi non sono dati in dotazione come pezzi d'ordinanza, sono improvvisati in loco con piastre metalliche; nella guerra in Vietnam gli equipaggi di mezzi corazzati e navi di pattuglia dotarono le loro mitragliatrici di scudi improvvisati.
L'uso di scudi per artiglieria fu inizialmente testato all'inizio del '900, con un loro ampio utilizzo durante le guerre mondiali; uno dei primi pezzi dotati di siffatta protezione fu il celebre 75 mm Mle. 1897.
L'uso di scudi per armi diminuì dopo la guerra in vietnam, ma ritornò in auge durante gli anni '90. Gli analisti delle Forze di Difesa Israeliane suggerirono l'uso di scudi per proteggere i soldati dal fuoco di armi automatiche, perché fu scoperto che la maggior parte delle ferite riportate erano in aree non coperte dal giubbotto antiproiettile ed elmetto, ad esempio la faccia ed il collo.
Le United States Armed Forces ripresero l'uso degli scudi per armi negli anni 2000, specie nella Guerra in Iraq e nell'Operazione Enduring Freedom. Il problema principale con questo tipo di protezione è la limitazione del campo visivo dell'operatore, ma per ovviare a questo problema sono stati ideati nuovi tipi di scudo trasparenti, come il Transparent Armor Gun Shield (abbreviato in TAGS).

## Uso nelle forze dell'ordine
È sempre più frequente che, quando i gruppi delle teste di cuoio o le squadre di salvataggio ostaggi devono affrontare un sospettato pesantemente armato, usino gli scudi balistici. Tali armi di difesa sono spesso dotate di feritoia per lo sparo da dietro copertura, il che le caratterizza più come scudi per arma che scudi balistici puri.